# Records d'Inde d'athlétisme

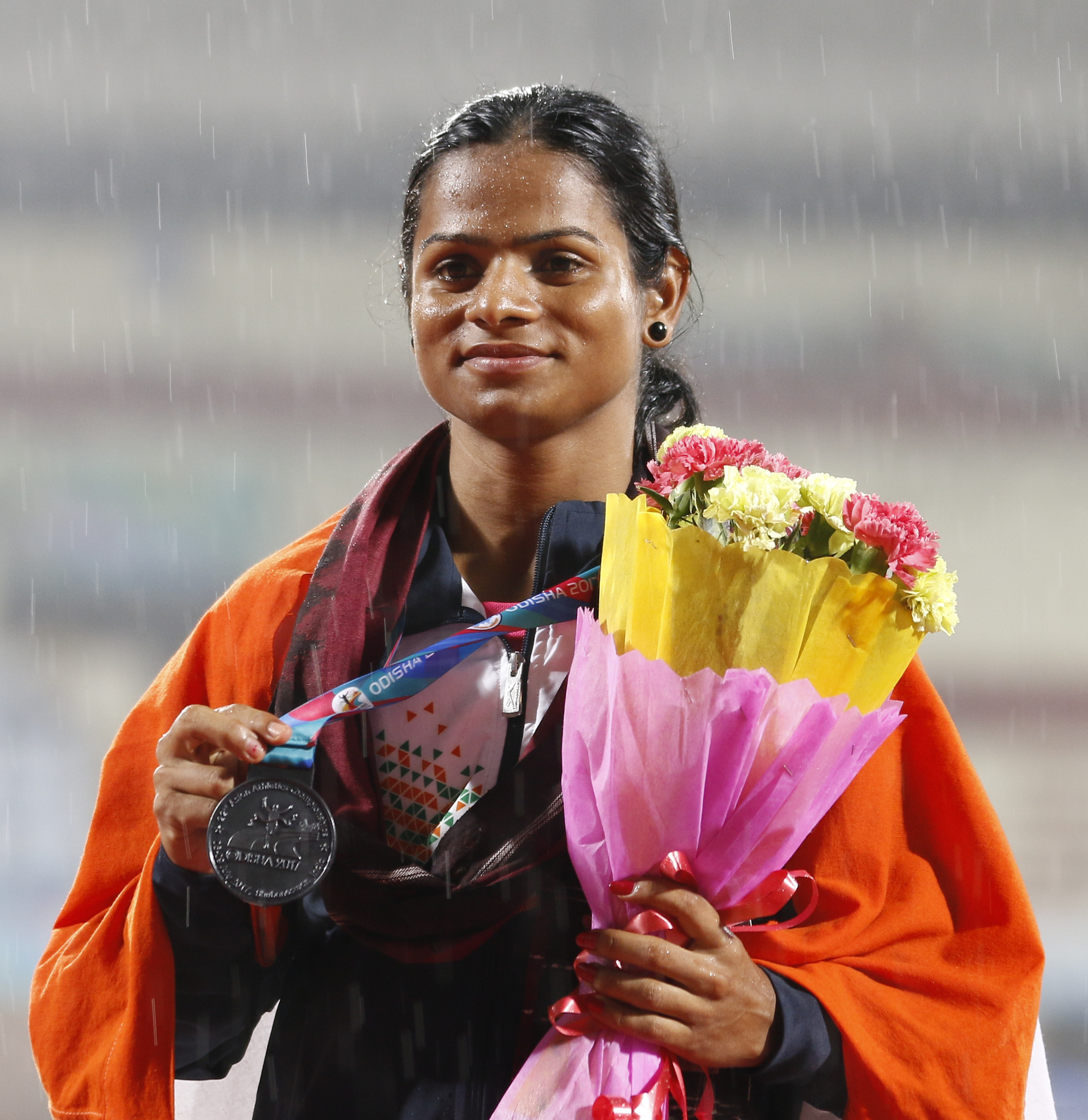
Dutee Chand est la détentrice du record d'Inde du 100 m.

Les records d'Inde d'athlétisme sont les meilleures performances réalisées par des athlètes indiens et homologuées par la Fédération indienne d'athlétisme (AFI).

## Plein air

### Hommes
| Épreuve              | Record | Athlète                                                                                   | Date               | Compétition                               | Lieu                | Réf.   |
| -------------------- | --- | ----------------------------------------------------------------------------------------- | ------------------ | ----------------------------------------- | ------------------- | ------ |
| 100 m                | 10 s 20 (+ 1,8 m/s) | Gurindervir Singh                                                                         | 28 mars 2025       |                                           | Bangalore           | [ 1 ]  |
| 200 m                | 20 s 32 (+0,8 m/s) | Animesh Kujur                                                                             | 31 mai 2025        | Championnats d'Asie                       | Gumi                | [ 2 ]  |
| 400 m                | 45 s 21 | Mohd Anas Yahiya                                                                          | 13 juillet 2019    |                                           | Kladno              | [ 3 ]  |
| 800 m                | 1 min 45 s 61 | Mohammed Afsal                                                                            | 9 mai 2025         |                                           | Dubaï               | [ 4 ]  |
| 1 500 m              | 3 min 35 s 24 | Jinson Johnson                                                                            | 1er septembre 2019 | ISTAF                                     | Berlin              | [ 5 ]  |
| 3 000 m              | 7 min 50 s 31 | Surendra Singh                                                                            | 4 juin 2008        |                                           | Twickenham          |        |
| 5 000 m              | 13 min 11 s 82 | Gulveer Singh                                                                             | 28 septembre 2024  |                                           | Niigata             | [ 6 ]  |
| 10 000 m             | 27 min 0 s 22 | Gulveer Singh                                                                             | 29 mars 2025       |                                           | San Juan Capistrano | [ 7 ]  |
| Semi-marathon        | 1 h 2 min 46 s | Sawan Barwal                                                                              | 20 octobre 2024    |                                           | New Delhi           | [ 8 ]  |
| Marathon             | 2 h 12 min 0 s | Shivnath Singh                                                                            | 28 mai 1978        |                                           | Jalandhar           |        |
| 110 m haies          | 13 s 41 (+1,0 m/s) | Tejas Shirse                                                                              | 22 mai 2024        | Motonet GP                                | Jyväskylä           | [ 10 ] |
| 400 m haies          | 48 s 80 | Ayyasamy Dharun                                                                           | 16 mars 2019       | Federation Cup                            | Patiala             | [ 11 ] |
| 3 000 m steeple      | 8 min 9 s 91 | Avinash Sable                                                                             | 7 juillet 2024     | Meeting de Paris                          | Paris               | [ 12 ] |
| Saut en hauteur      | 2,29 m | Tejaswin Shankar                                                                          | 27 avril 2018      | Texas Tech Corky/Crofoot Shootout         | Lubbock             | [ 13 ] |
| Saut à la perche     | 5,31 m | Subramani Siva                                                                            | 3 octobre 2022     | National Games                            | Gujarat             | [ 14 ] |
| Saut en longueur     | 8,42 m (+ 1,8 m/s) | Jeswin Aldrin                                                                             | 2 mars 2023        |                                           | Bellary             | .      |
| Triple saut          | 17,37 m (-1,5 m/s) | Praveen Chithravel                                                                        | 6 mai 2023         |                                           | La Havane           | [ 16 ] |
| Lancer du poids      | 21,77 m | Tejinder Pal Singh Toor                                                                   | 19 juin 2023       | Championnats d'Inde                       | Bhubaneshwar        | [ 17 ] |
| Lancer du disque     | 66,28 m | Vikas Gowda                                                                               | 12 avril 2012      | Old Style Discus Challenge                | Norman              | [ 18 ] |
| Lancer du marteau    | 70,73 m | Neeraj Kumar                                                                              | 20 juin 2016       | National Inter State Senior Championships | Hyderabad           | [ 19 ] |
| Lancer du marteau    | 72,86 m # | Kamalpreet Singh                                                                          | 21 mai 2015        |                                           | Tucson              | [ 21 ] |
| Lancer du javelot    | 90,23 m | Neeraj Chopra                                                                             | 16 mai 2025        | Doha Diamond League                       | Doha                | [ 22 ] |
| Décathlon            | 7 666 pts | Tejaswin Shankar                                                                          | 3 octobre 2023     | Jeux asiatiques                           | Hangzhou            | [ 23 ] |
| Décathlon            | 11 s 12 (+1,0 m/s) (100 m), 7,37 m (-0,1 m/s) (longueur), 13,39 m (poids), 2,21 m (hauteur), 49 s 67 (400 m) / 14 s 78 (+0,8 m/s)(110 m haies), 39,28 m (disque), 4,10 m (perche), 51,17 m (javelot), 4 min 48 s 32 (1 500 m) |                                                                                           |                    |                                           |                     |        |
| 20 km marche (route) | 1 h 19 min 55 s | Akshdeep Singh                                                                            | 14 février 2023    | Championnats d'Inde de marche             | Ranchi              | [ 24 ] |
| 35 km marche (route) | 2 h 29 min 55 s | Ram Baboo                                                                                 | 25 mars 2023       | Dudinska 50                               | Dudince             | [ 25 ] |
| 50 km marche (route) | 3 h 56 min 0 s | Sandeep Kumar                                                                             | 18 février 2017    | Championnats d'Inde de marche             | New Delhi           | [ 26 ] |
| 4 × 100 m            | 38 s 89 | Équipe nationale Rahamatulla Molla Suresh Sathya Shameer Mon Naseema Abdul Najeeb Qureshi | 12 octobre 2010    | Jeux du Commonwealth                      | New Delhi           | ,      |
| 4 × 400 m            | 2 min 59 s 05 (AR) | Équipe nationale Mohammad Anas Amoj Jacob Muhammed Ajamal Rajesh Ramesh                   | 26 août 2023       | Championnats du monde                     | Budapest            | .      |

### Femmes
| Épreuve                 | Record | Athlète                                                                    | Date             | Compétition                           | Lieu         | Réf.   |
| ----------------------- | --- | -------------------------------------------------------------------------- | ---------------- | ------------------------------------- | ------------ | ------ |
| 100 m                   | 11 s 17 (-0,9 m/s) | Dutee Chand                                                                | 21 juin 2021     |                                       | Patiala      | [ 30 ] |
| 200 m                   | 22 s 82 (+0,8 m/s) | Saraswati Saha                                                             | 28 août 2002     |                                       | Ludhiana     |        |
| 400 m                   | 50 s 79 | Hima Das                                                                   | 26 août 2018     | Jeux asiatiques                       | Jakarta      | [ 31 ] |
| 800 m                   | 1 min 59 s 17 | Tintu Lukka                                                                | 4 septembre 2010 | Coupe continentale                    | Split        | [ 32 ] |
| 1 500 m                 | 4 min 04 s 78 | KM Deeksha                                                                 | 11 mai 2024      | Track Fest                            | Los Angeles  | [ 33 ] |
| 3 000 m                 | 8 min 57 s 19 | Parul Chaudhary                                                            | 2 juillet 2022   | Sound Running Sunset Tour #1          | Los Angeles  | [ 34 ] |
| 5 000 m                 | 15 min 10 s 35 | Parul Chaudhary                                                            | 6 mai 2023       | Track Festival                        | Walnut       | [ 35 ] |
| 10 000 m                | 31 min 50 s 47 | Preeja Sreedharan                                                          | 21 novembre 2010 | Jeux asiatiques                       | Canton       | ,      |
| Semi-marathon           | 1 h 10 min 52 s | Lalita Babar                                                               | 29 novembre 2015 |                                       | New Delhi    | [ 38 ] |
| Marathon                | 2 h 34 min 43 s | O. P. Jaisha                                                               | 30 août 2015     | Championnats du monde                 | Pékin        |        |
| 100 m haies             | 12 s 78 (+1,0 m/s) | Jyothi Yarraji                                                             | 4 août 2023      | Universiades                          | Chengdu      | .      |
| 100 m haies             | 12 s 78 (+1,3 m/s) | Jyothi Yarraji                                                             | 22 mai 2024      | Motonet GP                            | Jyväskylä    | .      |
| 400 m haies             | 55 s 42 | P. T. Usha                                                                 | 8 août 1984      | Jeux olympiques                       | Los Angeles  |        |
| 400 m haies             | 55 s 42 | Vithya Ramraj                                                              | 2 octobre 2023   | Jeux asiatiques                       | Hangzhou     | .      |
| 3 000 m steeple         | 9 min 12 s 46 | Parul Chaudhary                                                            | 30 mai 2025      | Championnats d'Asie                   | Gumi         | [ 42 ] |
| Saut en hauteur         | 1,92 m | Sahana Kumari                                                              | 23 juin 2012     | National Inter-State Championships    | Hyderabad    | [ 43 ] |
| Saut à la perche        | 4,21 m | Rosy Meena Paulraj                                                         | 15 octobre 2022  | National Open Championships           | Bangalore    | [ 44 ] |
| Saut en longueur        | 6,83 m (+1,2 m/s) | Anju Bobby George                                                          | 27 août 2004     | Jeux olympiques                       | Athènes      | [ 45 ] |
| Triple saut             | 14,11 m (+0,9 m/s) | Mayookha Johny                                                             | 9 juillet 2011   | Championnats d'Asie                   | Kobe         | [ 46 ] |
| Lancer du poids         | 18,41 m | Abha Khatua                                                                | 13 mai 2024      | Federation Cup                        | Bhubaneshwar | [ 47 ] |
| Lancer du disque        | 66,59 m | Kamalpreet Kaur                                                            | 21 juin 2021     | Indian Grand Prix 4                   | Patiala      | [ 48 ] |
| Lancer du marteau       | 65,25 m | Sarita Singh                                                               | 1er juin 2017    | Federation Cup                        | Patiala      | [ 49 ] |
| Lancer du javelot       | 63,82 m | Annu Rani                                                                  | 8 mai 2022       | Indian Open Javelin throw competition | Jamshedpur   | [ 50 ] |
| Heptathlon              | 6 211 pts | Javur Jagadeeshappa Shobha                                                 | 16–17 mars 2004  |                                       | New Delhi    |        |
| Heptathlon              | 13 s 71 (100 m haies), 1,69 m (hauteur), 12,52 m (poids), 23 s 53 (200 m) / 6,50 m (longueur), 44,16 m (javelot), 2 min 16 s 40 (800 m) |                                                                            |                  |                                       |              |        |
| 10 000 m marche (piste) | 43 min 38 s 83 | Priyanka Goswami                                                           | 6 août 2022      | Jeux du Commonwealth                  | Birmingham   |        |
| 20 km marche (route)    | 1 h 28 min 45 s | Priyanka Goswami                                                           | 13 février 2021  | Championnats d'Inde de marche         | Ranchi       | ,      |
| 35 km marche (route)    | 2 h 56 min 34 s | Priyanka Goswami                                                           | 22 mars 2025     | Dudinska 50                           | Dudince      | [ 54 ] |
| 4 × 100 m               | 43 s 37 | Équipe nationale Archana Suseendran Hima Das S. Dhanalakshmi Dutee Chand   | 21 juin 2021     | Indian Grand Prix 4                   | Patiala      | [ 55 ] |
| 4 × 400 m               | 3 min 26 s 89 | Équipe nationale Chitra K. Soman Rajwinder Kaur K. M. Beenamol Manjit Kaur | 27 août 2004     | Jeux olympiques                       | Athènes      | [ 56 ] |